# Cachaço (São Nicolau)
Cachaço ist ein Dorf auf der Insel São Nicolau, Kap Verde. Der Ort liegt im Zentrum der Insel auf einer Höhe von 764 m. 2010 hatte er 393 Einwohner.

## Geographie
Der Ort liegt ca. 3 km südwestlich von Fajã de Baixo und 5 km westlich von Ribeira Brava an der Nationalstraße von Tarrafal de São Nicolau nach Ribeira Brava (EN1-SN01). Nach Südwesten steigt der Monte Gordo an und das Ortsgebiet gehört teilweise zum Gebiet des Monte Gordo Natural Park. Mehrere Flüsse haben ihre Quellen in der Nähe von Cachaço, unter anderem der Ribeira Grande und der Ribeira Brava. 
Weitere Orte desselben Namens befinden sich auf Brava (Cachaço (Brava)) und Porto Novo (Cachaço (Porto Novo)).